# Marvel Nemesis: Rise of the Imperfects
Marvel Nemesis: Rise of the Imperfects — видеоигра в жанре файтинг для GameCube, PlayStation 2, PlayStation Portable, Nintendo DS и Xbox, основанная на серии комиксов Marvel Nemesis. В Северной Америке игра вышла 20 сентября 2005 года, а в Европе — 14 октября того же года. Игра фокусируется на персонажах Marvel Comics, сталкивающихся с новой командой суперзлодеев, известных как Несовершенные. Игра была удостоена смешанных отзывов критиков.

## Геймплей
В игре представлено несколько героев и злодеев Marvel, включая Венома, Росомаху, Железного человека и Человека-паука, которые противостоят придуманным специально для игры персонажами, созданным / принадлежащим EA. Боевая система упрощена в пользу свободы подвижности игрока, в связи с чем игру сравнивали с Power Stone, Super Smash Bros. и Ehrgeiz. В игре присутствуют добивающие приёмы, похожие на фаталити, которые можно активировать при уменьшении здоровья до 25% или ниже.
Видеоигра основана на одноименной минисерии комиксов Marvel из 6 выпусков, публиковавшейся с июня по декабрь 2005 года. Игра и комикс имеют разный сюжет. В истории видеоигры и комиксов есть моменты, которые прямо противоречат друг другу. Тем не менее, в комиксе задействованы те же персонажи, что и в видеоигре, и представлены персонажи EA, с теми же предысториями и способностями. Персонажи EA являются частью Marvel, но из-за плохого приёма игры и того факта, что они принадлежат Electronic Arts, они появлялись только в минисерии.

## Персонажи
Marvel
- Капитан Америкаbc
- Сорвиголоваa
- Доктор Думb
- Электра
- Человек-факелa
- Железный человек
- Магнето
- Человек-паук
- Шторм
- Существо
- Веном
- Росомаха

Несовершенные
- Бригада
- Разлом
- Хазмат
- Джонни Ом
- Найлз Ван Рокель
- Парагон
- Солара
- Винк

Неигровые персонажи
- Халкc
- Карательc

↑  Эксклюзив для консолей и DS-версии

↑  Эксклюзив для PSP-версии

↑  Камео в интро консольных версий

## Разработка
Rise of the Imperfects стала первой игрой совместного производства Marvel и Electronic Arts, сотрудничество которых зародилось в 2004 году и завершилось в 2008 году. Marvel Comics выпустила ограниченную серию комиксов из 6 выпусков. Сценаристом серии выступил Грег Пак, а художником — Ренато Арлем. Она являлась приквелом к игре и издавалась с июля 2005 года по декабрь 2006 года.

## Критика
| Сводный рейтинг    | Сводный рейтинг | Сводный рейтинг | Сводный рейтинг | Сводный рейтинг | Сводный рейтинг |
| Издание            | Оценка          | Оценка          | Оценка          | Оценка          | Оценка          |
| Издание            | DS              | GC              | PS2             | PSP             | Xbox            |
| ------------------ | --------------- | --------------- | --------------- | --------------- | --------------- |
| GameRankings       | N/A             | 55,98 %         | 56,39 %         | 58,21 %         | 59,68 %         |
| Metacritic         | 34/100          | 54/100          | 53/100          | 58/100          | 58/100          |
| Иноязычные издания |                 |                 |                 |                 |                 |
| Издание            | Оценка          | Оценка          | Оценка          | Оценка          | Оценка          |
| Издание            | DS              | GC              | PS2             | PSP             | Xbox            |
| GameSpot           | N/A             | N/A             | 6,4/10          | N/A             | N/A             |
| GamesRadar+        | N/A             | N/A             | N/A             | N/A             | [ 15 ]          |
| IGN                | N/A             | N/A             | N/A             | N/A             | 4,8/10          |
| Honest Gamers      | N/A             | N/A             | N/A             | N/A             | 3/5             |

Игра получила смешанные, преимущественно негативные отзывы, в частности за не слишком интересный сюжет и однообразный геймплей. Джереми Данэм из IGN дал оценку 4.8 / 10, отметив: «Самая большая проблема Marvel Nemesis заключается в том, что разработчики так и не смогли определиться, какую они хотели создать игру. Обозначенная как файтинг один на один, она, на самом деле, находится на стыки между упомянутым жанром и низкоуровневым beat 'em up». GameSpot поставил ей 6.4 балла из 10, раскритиковав представленную в игре историю: «Marvel Nemesis: Rise of the Imperfects могла бы стать неплохой игрой в жанре beat 'em up, обеспечившей отличный фансервис, если бы не её плохой сценарий в однопользовательском режиме». GamesRadar поставил 2 звезды из 5, похвалив выбор игровых персонажей и раскритиковав содержание сюжета.